# لکس لوگر
لکس لوگر با نام اصلی (انگلیسی: Lawrence Wendell Pfohl؛ زادهٔ ۲ ژوئن ۱۹۵۸-) کشتی‌گیر سابق، هنرپیشه و بازیکن فوتبال اهل ایالات متحده آمریکا است که در حال حاضر با شرکت دبلیودبلیوئی مشغول همکاری است.